# Трансмексикански вулканичен пояс
Трансмексиканският вулканичен пояс или Напречна Вулканична Сиера (на испански: Eje Volcánico Transversal) е планинска верига, която се простира на 1020 km от запад на изток през централната част на Мексико. явяваща се южна ограда на Мексиканската планинска земя. На запад започва от щата Халиско, преминава през северната част на щата Мичоакан, южните части на щатите Гуанахуато, Керетаро, Мексико, Идалго и Тласкала, северните части на щатите Морелос и Пуебла и завършва в южната част на щата Веракрус. На север се свързва се с планинските вериги Източна и Западна Сиера Мадре, а на югоизток – с Южна Сиера Мадре. На юг със стръмни склонове се спуска към дълбоката тектонска долина на река Балсас, а на север плавно преминава към платото Централна Меса.
Дължината ѝ е 1020 km, ширината до 350 km, а площта около 170 619 km². Цялата планинска система е силно разчленена от разломи и е усложнена от верига от вулкани. максимална височина е действащия вулкан Пико де Орисаба (5610 m). Други действащи и угаснали вулкани от запад на изток са: Невадо де Колима (4449 m), Парикутин (2774 m), Невадо де Толука (4577 m), Попокатепетъл (5452 m), Истаксиуатъл (5286 m), Матлалкуейтъл (4461 m), Кофре де Пероте (4282 m), Сиера Негра (4580 m). Явява се зона със силна сеизмична дейност. Долния пояс на склоновете (до 1000 m) е зает от твърдолистни тропически гори, съставени от дъбови, миртови, лаврови дървета и дървовидни папрати, районите между 1000 и 2000 m – от смесени гори (листопадни дъбови, липови и борови), а в пояса между 2000 и 4000 m виреят борови и елови гори. Нагоре следват субалпийски и алпийски пасища, а най-високите върхове и вулкани са покрити с вечни снегове. В северното подножие на Напречната Вулканична Сиера е разположена столицата на Мексико град Мексико.